# Jászság
Jászság este o arie protejată (arie de protecție specială avifaunistică — SPA) din Ungaria întinsă pe o suprafață de 20.131,13 ha, integral pe uscat.

## Localizare
Centrul sitului Jászság este situat la coordonatele 47°27′10″N 20°03′14″E / 47.4528°N 20.0539°E.

## Înființare
Situl Jászság a fost declarat arie de protecție specială avifaunistică în mai 2004 pentru a proteja 23 de specii de animale.

## Biodiversitate
Situată în ecoregiunea panonică, aria protejată nu include niciun habitat protejat.
La baza desemnării sitului se află mai multe specii protejate de  păsări (23): fâsă-de-câmp (Anthus campestris), acvilă de câmp (Aquila heliaca), ciuf de câmp (Asio flammeus), pasărea ogorului (Burhinus oedicnemus), barză albă (Ciconia ciconia), barză neagră (Ciconia nigra), erete de stuf (Circus aeruginosus), erete vânăt (Circus cyaneus), dumbrăveancă (Coracias garrulus), ciocănitoare de grădină (Dendrocopos syriacus), ciocănitoare neagră (Dryocopus martius), șoim dunărean (Falco cherrug), vânturel de seară (Falco vespertinus), codalb (Haliaeetus albicilla), piciorong (Himantopus himantopus), sfrâncioc roșiatic (Lanius collurio), sfrânciocul cu frunte neagră (Lanius minor), sitar de mâl (Limosa limosa), dropie (Otis tarda), ploier auriu (Pluvialis apricaria), cristei de baltă (Rallus aquaticus), silvie porumbacă (Sylvia nisoria), fluierarul cu picioare roșii (Tringa totanus).
Pe lângă speciile protejate, pe teritoriul sitului au mai fost identificate 1 specie de păsări.